# 植田政成
植田 政成（うえだ まさなり、1972年7月14日 - ）は、日本の陶芸、オブジェ、イラスタレーション作家。
奈良県出身、近畿大学文芸学部芸術学科（造形美術専攻陶芸コース）を卒業し、同芸術学科研究生を経て、イタリアのファエンツァ、スペインのマドリードにて陶芸の専門学校で学び、その後ドイツのベルリンで制作活動をしていた。2009年帰国。イタリアのファエンツァにて3人展、"1Argentino 2Giapponesi"、ファエンツァの古館（私邸）"Loggetta del Trentanove"にて陶オブジェによるイラスタレーション展示。スペイン、コルドバ"Posada del Potro"ギャラリースペースにて、コルドバ市招待作家として、2人展"Propuestas"、陶オブジェによるインスタレーショ展示。1995年第22回長三賞陶芸ビエンナーレ前衛陶芸部門『長三賞』受賞。1998年イタリア政府奨学生に選ばれる。